# Bechir Ben Yahia
Bechir Ben Yahia, né le 1er mai 1998 à Tunis, est un basketteur tunisien.

## Carrière
Formé au Gazelec sport de Tunis, il dispute le tournoi qualificatif pour la coupe du monde 2023 avec l'équipe de Tunisie.
Le 16 février 2022, il perd la finale du championnat arabe des nations aux Émirats arabes unis contre le Liban (69-72).
Il prend la cinquième place durant l'AfroCan 2023 avec la Tunisie.
En octobre 2023, il renforce l'Étoile sportive de Radès.
En août 2024, il rejoint l'Union sportive monastirienne.

## Clubs
- 2017-2018 : Gazelec sport de Tunis (Tunisie)
- 2018-2023 : Jeunesse sportive d'El Menzah (Tunisie)
- 2023-2024 : Étoile sportive de Radès (Tunisie)
- depuis 2024 : Union sportive monasirienne (Tunisie)

## Palmarès
- Coupe de Tunisie : 2025
- Super Coupe de Tunisie : 2024
- Médaille d'argent en sélection nationale au championnat arabe des nations 2022 ( Émirats arabes unis) et 2025 ( Bahreïn)
- Médaille de bronze au championnat arabe des nations 2023 ( Égypte)